# Chrysothamnus parryi
Chrysothamnus parryi là một loài thực vật có hoa trong họ Cúc. Loài này được (A.Gray) Greene mô tả khoa học đầu tiên năm 1895.